# 于台站
于台站是天津地铁10号线的地铁站，位于中华人民共和国天津市西青区育才路与中兴路交叉口北侧，为10号线南端终点站，于2022年11月18日开通。

## 车站结构

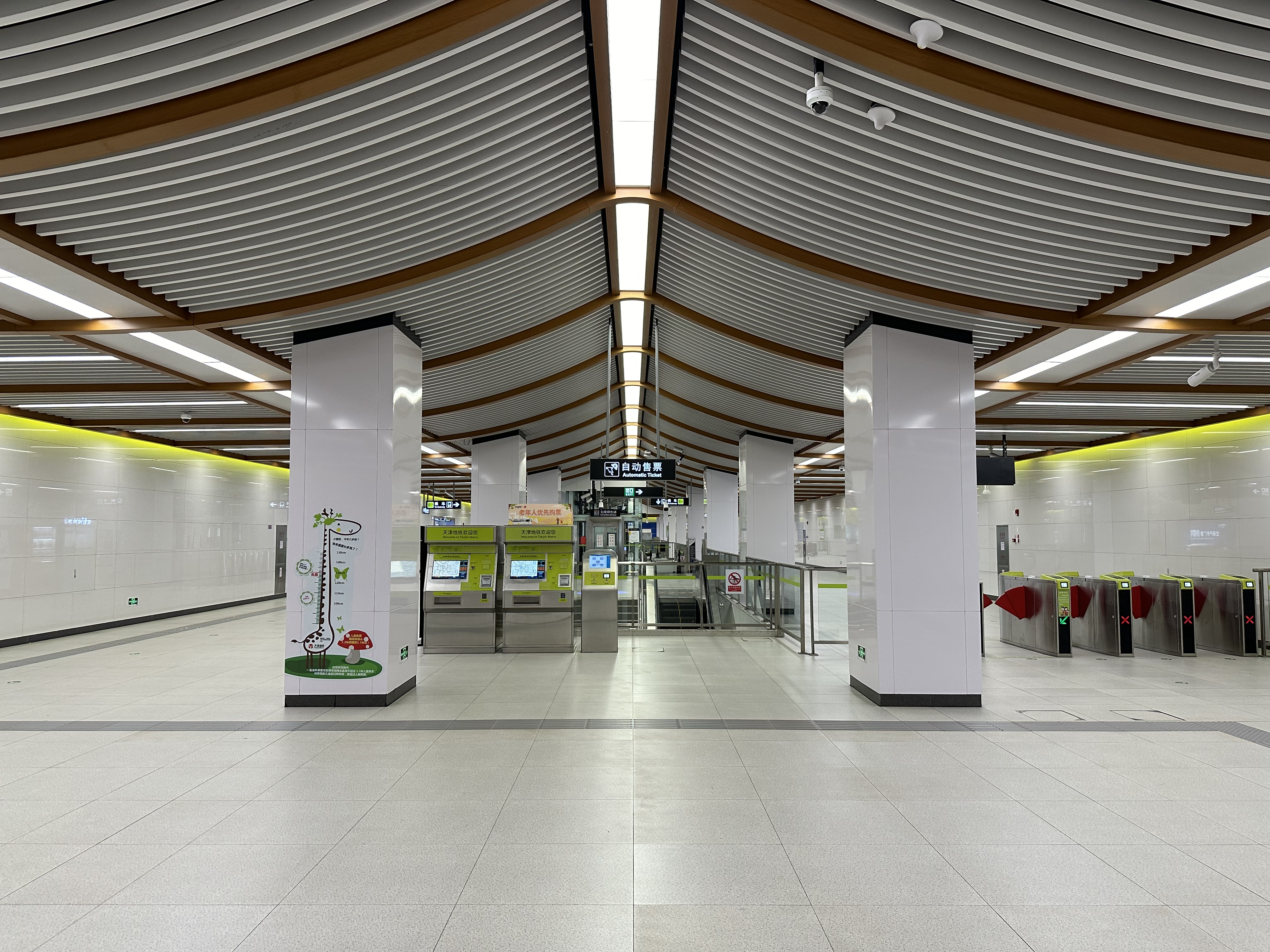
站厅

于台站位于育才路与中兴路交叉口北侧，沿育才路设置，呈南北走向，为地下两层岛式站台车站，车站570.92米，车站地下一层为站厅层，地下二层为站台层，站台设置全高站台门。车站北侧设有一条单渡线，南侧设有两条出入段线，连通梨园头车辆段。
| 地面              | 出入口 | B、D出入口                                                                                    |
| 地下一层          | 站厅   | 客服中心、自动售票机、验票机                                                                  |
| 地下二层          | 站台   | \| \| \| █ 10号线落客 \| \| 島式 · 開左邊车门 \| \| \| \| \| \| █ 10号线往屿东城（瑶环路） \| |
|                   |        | █ 10号线落客                                                                                  |
| 島式 · 開左邊车门 |        |                                                                                               |
|                   |        | █ 10号线往屿东城（瑶环路）                                                                    |

## 车站出口
于台站目前开放2个出入口，各出口及周围设施如下所示：
|                                      |      |        |                        |
| 出口编号                             | 照片 | 地点   | 可到达目的地           |
| 出口 · B · 扶手电梯标志              |      | 中兴路 | 大沽排水河             |
| 出口 · D · 升降机标志 · 扶手电梯标志 |      | 育才路 | 于泽家园，于台村村委会 |
| 註： 設有 \| 設有扶手電梯            |      |        |                        |

## 换乘交通
| 公共汽车线路 \| 编号 \| 编号 \| 线路 \| 线路 \| 线路 \| 收费 \| 运营商 \| 备注 \| \| ---- \| ---- \| -------------- \| ---- \| ------------------ \| ---- \| ---------- \| --------- \| \| \| 703 \| 王顶堤北公交站 \| ⇆ \| 双港新家园北公交站 \| 2元 \| 公交二公司 \| 合并原 36 \| |      |                |      |                    |      |            |           |
| 编号 | 编号 | 线路           | 线路 | 线路               | 收费 | 运营商     | 备注      |
| | 703  | 王顶堤北公交站 | ⇆    | 双港新家园北公交站 | 2元  | 公交二公司 | 合并原 36 |

| 编号 | 编号 | 线路           | 线路 | 线路               | 收费 | 运营商     | 备注      |
| ---- | ---- | -------------- | ---- | ------------------ | ---- | ---------- | --------- |
|      | 703  | 王顶堤北公交站 | ⇆    | 双港新家园北公交站 | 2元  | 公交二公司 | 合并原 36 |

## 车站历史
本站工程名为梨园头站，正式站名为于台站，以车站所处的于台村命名。
- 2021年1月18日，车站主体结构封顶[3]。
- 2022年11月18日，车站随10号线一期通车开通[1]。